# Народна библиотека Пале
Народна библиотека Пале је градска јавна установа и централна библиотека у општини Пале. Основана је 1921. године у Краљевини Југославији. Библиотека је смјештена у просторијама Центра за Кулутуру, на адреси  Српских ратника 4. Народна библиотека Пале има 32.023 књиге у Одјељењу белетристике, 30.525 научних књига, а Завичајано одјељење има 1.498 књига. Завичајно одјељење библиотеке спада међу једно од најбољих завичајних одјељење у Републици Српској.

## Историјат
Народна библиотека на Палама је историјска сљедбеница Народне читаонице и књижнице Пале, која је отворена 1921. године у једној приватној кући. Према архивским документима, Народна читаоница и књижница Пале отворена је 1. јануара 1921, а према студији проф. др Љубинке Башовић, 12. јануара исте године. Башовићева тврди да је паљанска књижница отворена, а да Министарство просвете Краљевине Срба, Хрвата и Словенаца није било одобрило правила за њен рад.
Тек двије године и осам мјесеци по оснивању, тачније, 1. августа 1923, Покрајинска управа за Босну и Херцеговину озаконила је књижницу оснивачким актом бр. 60282. Међутим, књижница је од оснивања имала свој управљачки Одбор, чији је предсједник био Ристо Додер, а секретар Душан Новаковић, као и Читаоничка правила. Имала је и печат који је био елипсастог облика и на коме је ћирилицом писало: Народна Читаоница и Књижница, а латиницом: Utemeljena 1921., U Palima. Да, баш тако стоји: U Palima, а не U Palаma, како се данас изговара. Тај печат је био у употреби све до 1929. године, и њиме су овјеравана сва службена акта књижнице.
Народна библиотека на Палама је историјска сљедбеница Народне читаонице и књижнице Пале, која је отворена 1921. године у једној приватној кући. Према архивским документима, Народна читаоница и књижница Пале отворена је 1. јануара 1921, а према студији проф. др Љубинке Башовић, 12. јануара исте године. Башовићева тврди да је паљанска књижница отворена, а да Министарство просвете Краљевине Срба, Хрвата и Словенаца није било одобрило правила за њен рад. Тек двије године и осам мјесеци по оснивању, тачније, 1. августа 1923, Покрајинска управа за Босну и Херцеговину озаконила је књижницу оснивачким актом бр. 60282. Међутим, књижница је од оснивања имала свој управљачки Одбор, чији је предсједник био Ристо Додер, а секретар Душан Новаковић, као и Читаоничка правила. Имала је и печат који је био елипсастог облика и на коме је ћирилицом писало: Народна Читаоница и Књижница, а латиницом: Utemeljena 1921., U Palima. Да, баш тако стоји: U Palima, а не U Palаma, како се данас изговара. Тај печат је био у употреби све до 1929. године, и њиме су овјеравана сва службена акта књижнице.
У једном допису, који је руководство књижнице, 12. марта 1922, упутило Централној Просвјетиној библиотеци у Сарајеву ради помоћи у књигама, указује се да је Народна читаоница и књижница Пале основана прошле године, те да су њени чланови овдашњи становници без разлике на вјеру и племе, који су сиромашног стања. Циљ књижнице је, како се наводи у допису, ширење културе, науке, писмености и задругарства, слоге, јединства, како међу својим члановима, тако и међу овдашњим народом без разлике на вјеру и племе, као и сузбијање сваке сепаратистичке противнародне и противдржавне акције и то све са популарним научним и савременим књигама...“
Одмах по оснивању, Народна читаоница и књижница се сусрела са низом проблема, што се види из дописа који је Просвјетин повјереник за Пале Милош Спахић, 18. марта 1922, упутио Главном одбору Просвјете у Сарајеву. У Спахићевом допису стоји: Године 1921. основана је у Палама Народна читаоница и књижница. Рад ове постигао је изванредан успех. Међутим, упоредо с материјалном бедом грађана као последицом рата борила се и читаоница са несташицом средстава, те у сврху ширења образованости, није била у стању да из својих средстава набави књижевна дела.
Спахићево писмо је уродило плодом и Просвјета је постала главни ослонац Народној читаоници и књижници Пале у набавци књига.
На сједници Скупштине Народне читаонице и књижнице у Палама, 30. децембра 1923, изабран је нови Одбор који ће се старати о будућем раду књижнице. За предсједника Одбора поново је изабран Ристо Додер, шумар; за потпредсједника Симо Беговић, свештеник, за секретара Вукосава Дробац, учитељица, а за благајника Иван Рагуж, обртник. Као чланови, у Одбор су ушли и радници у књижници Перо Марић и Ешреф Пашовић, те Душан Новаковић, трговац, који је изабран за домаћина књижнице. Овакав састав књижнице недвосмислено свједочи да је она утемељена као грађанска (југословенска), а не као ексклузивистичко српска, то јест, национална институција. Отуда и ти неспоразуми са неколицином паљанских угледника, попут Крста Куреша и Илије Митровића, који су се залагали за национални концепт и сходно томе били основали Српску читаоницу и књижницу. Та књижница је дјеловала кратко, јер је остала без шире подршке, о чему је у свом писму Главном одбору Просвјете говорио и Милош Спахић.
Према студији Љубинке Башовић, од укупног фонда којим је паљанска књижница располагала у дану оснивања, 120 књига је било у власништву Просвјете, остало је припадало књижници. Од 20. септембра 1921. до 5. новембра 1927, Просвјета је Народној читаоници и књижници Пале донирала укупно 310 књига. Из Упитника , који је књижница доставила Централној Просвјетиној библиотеци у Сарајеву, 1924. године, на питање: Од када постоји књижница у вашем мјесту, одговорено је: Од 1. јануара 1921. На питање: Под чијом је управом, одговорено је да Књижницом управља Одбор Народне читаонице и књижнице, чији чланови су и њени финансијери. Из Упитника још сазнајемо да је Књижница смјештена у просторијама Одбора Народне читаонице и књижнице. На питање: Ко је књижничар, одговорено је: Ешреф Пашовић из Пала. Према Упитнику, књижница је располагала са 221. својом књигом и 120 књига које су биле власништво Просвјете. Сазнајемо такође да се три четвртине фонда односило на књиге научно-поучне садржине, а једна четвртина на књиге забавног садржаја. У Упитнику се тврди да је књижница радила редовно, без икаквих сметњи, те да су читаоци сваким даном могли узимати књиге на читање. Чланови су могли да задрже књигу седам дана уз обавезу да је држе чистом и уредно врате.
Већ из једног Извјештаја о раду књижнице за 1925. годину, који је потписао тадашњи књижничар Милош Спахић, види се да је Књижница имала 342 књиге, 46 чланова и 94 читаоца. Била је претплаћена на неколико наслова часописа, а у њеној организацији одржано је осам предавања и 40 сијела.
Према Башовићевој, све до 1929, књижница је уз Просвјетину помоћ, дјеловала као самостална установа. Те године, заједно са Школском књижницом, припојена је библиотеци и читаоници Соколског друштва, основаној при Дому жртава за ослобођење. Унутар те соколске библиотеке, књижница је радила од 1929. до 1936. године. Дакле, Башовићева тврди да је Народна књижница Пале ликвидирана 1929. године и утопљена у новоформирану библиотеку Соколског друштва, чије је сједиште било у Дому жртава за ослобођење, изграђеном годину дана раније. Међутим, према архивским документима, предсједник Одбора Народне књижнице Ристо Додер успио је да њену ликвидацију одложи за годину дана. Додер се обратио Централној библиотеци Просвјете, дописом од 10. јануара 1929, у коме негодује због таквог рјешења и тражи да се у Дому жртава отвори Грађанска књижница. Све што је Додер постигао јесте то да је Народна књижница Пале, од јануара 1929. до децембра 1930, дјеловала при Народној основној школи на Палама, да би тек крајем 1930. била спојена са читаоницом Соколског друштва у Дому жртава за ослобођење.
Хроничари су забиљежили да је библиотека Соколског друштва, којој је припојена Народна књижница, 1932. године издала на читање 1050 књига. Књижничар је био Богомир Петрић, а књиге до 200 страна издавале су се на рок читања од седам, а оне са више од 200 страна на рок од 14 дана. Из једне забиљешке о раду библиотеке за 1937. годину види се да су читаоци могли преузимати књиге понедјељком и четврком од 18 до 19 сати, и недјељом од 13 до 14 часова, те да нико није могао узети на читање више од једне књиге. Под управом и у саставу библиотеке Соколског друштва, књижница је радила све до 1941. године, када су усташе окупирале Пале и спалиле њен књижни фонд.
По доласку на власт, 1945. године, комунисти нису журили с обновом народне библиотеке на Палама, као што нису журили ни са обновом Дома жртава за ослобођење 1914-1918. Библиотека народносног типа отворена је тек 13. новембра 1960. са фондом од 809 књига, претежно марксистичке литературе. Прве књиге које су набављене и инвентурисане од броја један до 74 биле су Марксова, Енгелсова и Лењинова изабрана дјела, као и књиге Јосипа Броза, Едварда Кардеља и других вођа комунистичког покрета у Југославији.
Библиотека није отворена као самостални правни субјект, него као прирепак Народног универзитета Пале на чије чело су довођени доказани комунистички кадрови. Политика набавке књиге претежно је вођена у складу са комунистичком идеологијом и то је тако било све до пада комунизма у Југославији и њеног распада. Народни универзитет и библиотека били су смјештени на спрату зграде Задружног дома, гдје су радили све до 1978, да би те године били пресељени у обновљени Дом жртава за ослобођење 1914-1918, који је тада преименован у Дом културе Пале. У Дому културе библиотека остаје све до 1993. године, када се због потреба Радио-телевизије Републике Српске сели у просторије паљанског представништва Криваје из Завидовића, у приземљу стамбене зграде преко пута Дома здравља. У зграду Дома културе (данашњи Културни центар) враћена је 1999. Од 1994. регистрована је као јавна установа под именом Народна библиотека Пале.
Сав књижни фонд, који је Народна књижница и читаоница Пале успјела да сакупи од свог оснивања 1921. године уништила је усташка власт Независне Државе Хрватске, 1941. године. Све књиге су спаљене, као и Дом жртава за ослобођење 1914-1918.
Од обнове библиотеке, 1960. године, до данас, Библиотека је набавила преко 40 000 књига из свих области знања.
Највећи одзив читалаца у историји свог постојања Библиотека је имала током одбрамбено-отаџбинског рата од 1992. до 1995. године. Примјера ради, 1992. издато је на читање 29 500 књига, 1993. уписано је 1800 чланова и издато 35 200 књига; 1994. издато је 41 000, а 1995. – 35 000 књига.
У Народној библиотеци Пале данас дјелују: Позајмно одјељење, Одјељење завичајне збирке (од 2004. године), Одјељење за каталогизацију, Одјељење стручне књиге, Дјечје одјељење и Читаоница. У складу са развојем просторних капацитета, у плану је формирање одјељења за стару и ријетку књигу, за издавачку дјелатност (покренута 2012.), одјељења за страну књигу, одјељења за дигитализацију грађе.
Народна библиотека развија интензивну сарадњу са свим културно-образовним, научним и духовним инстуитуцијама на подручју Општине Пале и Града Источно Сарајево. Као незаобилазан и активан чинилац друштвеног живота, библиотека је нарочито успјешну сарадњу остварила и остварује са факултетима Универзитета у Источном Сарајеву, са Српском православном црквом, Српским просвјетним и културним друштвом Просвјета, основним и средњом школом, као и са установама за дјецу предшколског узраста.
Током протеклих 100 година, прво као Народна читаоница и књижница Пале, потом и као библиотека при Народном универзитету Пале, а затим и као Јавна установа Народна библиотека Пале, ова институција никад није имала свој кров над главом нити одговарајуће услове за рад и развој. У почетку, а и касније између два свјетска рата, на библиотеку се гледало маћехински и она је углавном зависила од добро воље тадашњих паљанских угледника и Просвјетиних скромних позајмица у књигама. Мало је или скоро никако било разумијевања и помоћи од тадашњих власти на Палама, као и од Министарства просвјете и културе Краљевине СХС, потом Краљевине Југославије, као и од власти Дринске бановине, којој су Пале административно припадале. И послије Другог свјетског и овог посљедњег (одбрамбено-отаџбинског) рата, она је остала у некој врсти подстанарског статуса.
На крају, ред је да споменемо и све оне људе који су уткали себе у стогодишњицу народне библиотеке и народног библиотекарства на Палама. То су: Ристо Додер, Симо Беговић, Душан Новаковић, Милош Спахић, Вукосава Дробац, Перо Марић, Иван Рагуж, Ешреф Пашовић, Богомир Петрић, Мића Вуковић, Бранко Куреш, Љиљана Војиновић, Нина Обрадовић, Мира Глоговац, Босиљка Лопатић, Николина Пандуревић, Гордана Самарџија, Жељко Грујић, Драган Тушевљак, Драгана Гутаљ, Нада Гајовић и од 2020. године Бојан Чворо.
Но, овом приликом ваљало би да се у досадашњем историјату Народне библиотеке Пале посебно истакне улога једне жене, Наде Ковачевић. Цијели свој радни вијек, од 1972. до 2012, дакле, пуних 40 година, Ковачевићева је радила у библиотеци. Од 1974. до 1992, све послове (набавка, обрада, издавање и заштита књижног фонда) обављала је сама, а директор библиотеке била је од 1992. до 2004. године.
Чињеница да је нека институција на овим просторима, препуним црних рупа у времену и историјског дисконтинуитета, доживјела сто година постојања јесте право чудо. То је заправо подвиг своје врсте или јубилеј подвижничког карактера, који заслужује нарочиту пажњу друштва и државе. Наша очекивања су да ће та пажња бити сконцентрисана на изградњу намјенског објекта за Народну библиотеку Пале, како би се створили просторни предуслови за развој свих одјељења, која су предвиђена у библиотекама овог типа.